# Luehea herzogiana
Luehea herzogiana är en malvaväxtart som beskrevs av R. E. Fries. Luehea herzogiana ingår i släktet Luehea och familjen malvaväxter. Inga underarter finns listade i Catalogue of Life.